# Uzwojenie pierwotne

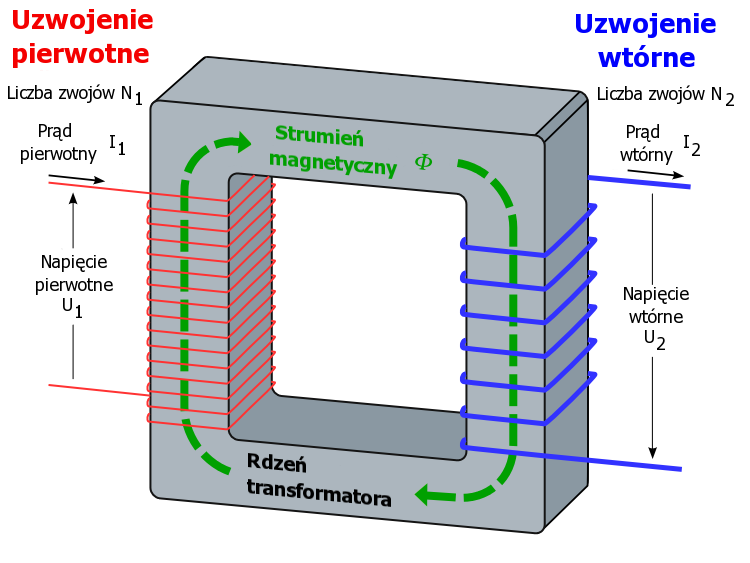
Schematyczne przedstawienie idealnego transformatora jednofazowego

Uzwojenie pierwotne transformatora – uzwojenie, do którego przykłada się napięcie zasilające  zwane również napięciem pierwotnym. Odpowiednio, prąd elektryczny płynący w uzwojeniu pierwotnym jest nazywany prądem pierwotnym.
Napięcie wtórne jest zazwyczaj różne od napięcia pierwotnego. W wypadku, gdy napięcie wtórne jest wyższe od pierwotnego, transformator taki nazywamy transformatorem podwyższającym. Zaś jeśli napięcie wtórne jest niższe od pierwotnego mamy do czynienia z transformatorem obniżającym.
Istnieje również pojęcie pierwotnej strony transformatora, która w różnych kontekstach może oznaczać zarówno uzwojenie pierwotne, napięcie pierwotne jak i prąd pierwotny.
Uzwojenie pierwotne może być połączone elektrycznie z uzwojeniem wtórnym lub też elektrycznie odizolowane od niego (separacja galwaniczna).
Uzwojenie pierwotne może posiadać odczepy, tak aby móc zasilać transformator z dwóch różnych sieci, np. 230 V i 110 V.